# Матюшкин, Дмитрий Михайлович
О первом секретаре Краснодарского обкома см. Матюшкин, Дмитрий Михайлович (1906)
Граф (1762) Дмитрий Михайлович Матюшкин (1725—1800) — придворный красавец и щёголь екатерининской эпохи, действительный камергер, тайный советник.

## Биография
Родился в 1725 году. Старший сын генерал-аншефа Михаила Афанасьевича Матюшкина, связанного родством с императорской фамилией, и его жены Софьи Дмитриевны. Назван, очевидно, в честь отца матери — первого барона Соловьёва. После раздела наследства с младшим братом Михаилом получил во владение крупную вотчину в Добровском уезде (1051 душа).
В службу вступил 24 сентября 1742 года, рядовым в Преображенский полк. В 1745 году, будучи уже прапорщиком, Матюшкин перевёлся на гражданскую службу и был причислен к дипломатической миссии в Стокгольме, но ничем себя не проявил и следующие три года находился в отпуске.
В 1748 году вернулся на военную службу; в 1751 году был назначен адъютантом, 20 сентября 1755 года стал капитан-поручиком. Участвовал в Семилетней войне. В правление Петра III был причислен ко двору камер-юнкером (22 декабря 1761). Екатерина II отправила его в июле 1762 года в Вену с известием о смене власти в Петербурге и о своём вступлении на престол.
В это время галломан Матюшкин, вечно нуждавшийся в деньгах для покрытия карточных долгов, оказался в центре клубка дипломатических интриг. Переоценивая его влияние при дворе, дипломаты Королевского секрета рассчитывали использовать его как агента влияния. Так, барон де Бретей писал в октябре 1762 года из Москвы французскому министру герцогу де Пралену:

Ваше Превосходительство! Господин Матюшкин, о котором я имел честь писать вам еще при жизни Петра ІІІ, поскольку он был мне весьма полезен, чтобы узнать некоторые подробности придворной жизни и иметь доступ к царице, которой он всецело предан, предполагает направиться из Вены в Париж и просит меня рекомендовать Вам его как человека, преисполненного усердием и почтением к королю. Человек он очень ограниченный и поведения скверного, но я должен отдать ему справедливость — он всячески расположен к Франции. Его жена — статс-дама императрицы, её записная фаворитка и наперсница в наслаждениях и было бы весьма полезно благосклонно отнестись к этому русскому, который возбуждает в ней добрые чувства по отношению к нам.
Во время своего пребывания в Вене (продлившегося до 8 ноября) Матюшкин был грамотой императора Франца I от 7 (18) ноября 1762 года возведён, с нисходящим его потомством, в графское Священной Римской империи достоинство. Из Парижа вернулся совершеннейшим петиметром и прослыл в Петербурге одним из самых модных щеголей. Сохранился портрет Матюшкина, написанный в 1760-е гг. неизвестным художником. Над его рабским подражанием французским модам посмеивался даже совсем юный Павел Петрович, как о том пишет в своём дневнике Порошин:

Граф Матюшкин сегодняшнего утра проехал мимо дворца в весьма странном наряде. Поставлена на зимнем ходу маленькая колясочка, называемая Diable; заложена шестью лошадьми, коими сам он в колясочке стоя правит; шляпа под пазухой и в одной руке бич, которым он уклоняя мимоедущих салютует. Напереди ехал верхом шталмейстер его, француз Pierre с бичом же, и, очищая дорогу, кричал: берегись, берегись! Его превосходительство Никита Иванович, стоючи в то время у окошка, сказал смеючись: «Так изящно не смог бы явиться свету и сам Амур».
С 28 июня 1763 года — действительный камергер, с 21 апреля 1773 года — тайный советник. Матюшкину очень везло в карты и, обыграв всех русских, он вознамерился покорить и Европу, о чём без стеснения поведал Казанове, который подозревал тут шулерство:

Юноши из лучших семей выучились плутовать и похваляются тем; некто Матюшкин уверяет, что никакому иноземному мошеннику его не обыграть. Он нынче получил дозволение отправиться на три года путешествовать и рассчитывает вернуться богачом.
В карьерном отношении Матюшкин мечтал о позиции воспитателя престолонаследника и поддерживал с последним сердечные отношения, но 7 января 1774 года получил отставку с запрещением показываться при дворе. Падение Матюшкина произошло из-за того, что он стал сеять рознь между Павлом и новым его воспитателем Н. И. Салтыковым, внушая наследнику, будто тот приставлен к нему матерью для шпионства. Узнав об этом, Екатерина пришла в ярость и поручила обер-гофмаршалу Н. М. Голицыну сделать Матюшкину, метившему на место Салтыкова, строжайший выговор:

Оставляю на его размышлении, что бы государи, прежде меня царствовавшие в России, за то с ним учинили бы; что он кладёт руку между корою и деревом и ищет ссорить мать с сыном и государыню свою с наследником; что и я бы не оставила бы наказать его за сию дерзость, если б я не уверена была, что всё сие происходило от его глупости и зависти, прося себя на то место, к которому ни одной способности не имеет. Графине же Анне Алексеевне скажите, что я совершенно уверена, что в сём деле муж её с нею не советовался, ибо она умна, а сие есть дело глупости.
После выхода в отставку Матюшкин занимался устройством своих имений и был избран дворянством Никитского уезда своим предводителем. По воцарении Павла был пожалован (16 февраля 1797) в кавалеры Большого креста ордена св. Анны.

## Семья
На масленице 1754 года великая княгиня Екатерина Алексеевна просватала за Матюшкина, вопреки желанию его матери, свою любимую фрейлину княжну Анну Алексеевну Гагарину (1716—1804):

Я видела, что императрица имела длинный разговор с генеральшей Матюшкиной. Эта последняя не хотела, чтобы её сын женился на княжне Гагариной, моей фрейлине, но императрица убедила мать, и княжна Гагарина, которой тогда было уже верных 38 лет, получила разрешение выйти замуж за Дмитрия Матюшкина. Она была этому очень рада, да и я также; это был брак по склонности; Матюшкин тогда был очень красив.— Записки Екатерины II
Свадьба состоялась 6 ноября того же года. Ввиду бездетности единственного брата Матвея графиня Матюшкина оказалась наследницей больших владений своего деда М. П. Гагарина, включавших подмосковные имения Сенницы и Гагаринские Пруды. В браке родились сын и дочь:
- Николай (1756—1775), флигель-адъютант, воспитывался вместе с великим князем  Павлом Петровичем и сопутствовал ему в маскарадных увеселениях. Похоронен в Донском монастыре, могила не сохранилась.
- Софья (2.11.1755-28.3.1796), фрейлина Екатерины II, с юных лет была известна своей красотой и влюбчивостью, но долго не могла найти подходящую партию. В 1788 г. наконец выдана императрицей за польского графа Юрия Виельгорского (его первая жена). С ней часто беседовал о нежных чувствах шевалье де Корберон, писавший на родину[9]:

Развлекался разговором с м-ль Матюшкиной, знаменитой красавицей. Вы, мой друг, такая скромная, такая сдержанная, удивились бы, услыхав, как бойко русские девицы говорят о любви, кокетстве, любовниках и проч., точно модные парижские дамы. Разговор наш продолжался часа два и очень меня заинтересовал. Матюшкина весела, любезна, красива и ей всего 20 лет! Она претендует на чувствительность, а я ей доказывал, что она всего только кокетка, лишенная чувства, и что будет такою еще десять лет.
В 1853 году Николай I дозволил внуку Софьи Дмитриевны, графу Михаилу Михайловичу Виельгорскому (1822—1855), принять выморочную фамилию прадеда и именоваться впредь графом Виельгорским-Матюшкиным.